# Eleccions legislatives estonianes de 2023
Les eleccions legislatives estonianes de 2023 són unes eleccions que es van celebrar el 5 de març de 2023 a Estònia per a triar als 101 diputats del Riigikogu. D'acord amb les autoritats electorals del país, s'hi van inscriure com a candidats 9 partits polítics i 10 independents. Durant el període de la campanya, els temes discutits més extensament van ser la defensa i la seguretat nacional, a causa de la invasió russa d'Ucraïna del 2022, i l'economia.
Van ser les primeres eleccions nacionals en les quals més de la meitat dels vots es van emetre electrònicament a través d'Internet. Després de les eleccions, el 9 de març de 2023, el Partit Popular Conservador d'Estònia (EKRE) va presentar un recurs davant el Tribunal Suprem d'Estònia, sol·licitant l'anul·lació dels resultats del vot electrònic i al·legant que «s'havien observat anomalies i errors tècnics en el procés de votació electrònica».

## Context
En les anteriors eleccions parlamentàries, celebrades el març de 2019, el partit del llavors primer ministre Jüri Ratas, el Partit del Centre Estonià, va perdre la majoria absoluta al Riigikogu. Aquest revés va afavorir el Partit Reformista Estonià, liderat per la Kaja Kallas, i el Partit Popular Conservador d'Estònia. Malgrat que Kallas tenia l'encàrrec de la presidenta del país Kersti Kaljulaid per formar el govern nacional, però no va aconseguir prou suport d'altres grups parlamentaris. Finalment, fou el Partit del Centre qui ho va aconseguir mantenint-se així al poder.
En gener de 2021, el govern centrista va dimitir en bloc en veure's esquitxat per una investigació de corrupció. L'acusaven de demanar suport financer a canvi d'un préstec de 39 milions d'euros per a un desenvolupament immobiliari a Tallinn. Va ser llavors quan Kallas va tornar a ser escollida a formar un nou govern. Va poder arribar a un acord amb el Partit del Centre i va ser nomenada finalment primera ministra.
En juny de 2022, el partit centrista, vist com a pròxim a la minoria russoparlant, es va oposar fermament a una llei relacionada amb l'educació en el marc de la invasió russa a Ucraïna que defensava el partit de Kallas. Aquest fet va fer insostenible continuar mantenint la coalició governamental. Llavors, Kallas va negociar amb els partits que va intentar negociar en 2019, Isamaa i el Partit Socialdemòcrata d'Estònia, i aquest cop sí que va poder formar un nou govern amb ells a mitjan juliol de 2022.

## Enquestes d'opinió

Gràfic de regressió local dels resultats de les enquestes des del 3 de març de 2019 fins avui.

## Resultats
|                                 |                                           |         |        |          |       |
| Partit                          | Partit                                    | Vots    | %      | Escons   | ±     |
|                                 | Partit Reformista (RE)                    | 190.659 | 31,24  | 37 / 101 | 3     |
|                                 | Partit Popular Conservador (EKRE)         | 97.959  | 16,05  | 17 / 101 | 2     |
|                                 | Partit del Centre (K)                     | 93.243  | 15,28  | 16 / 101 | 10    |
|                                 | Estònia 200 (E200)                        | 81.347  | 13,33  | 14 / 101 | 14    |
|                                 | Partit Socialdemòcrata (SDE)              | 56.578  | 9,27   | 9 / 101  | 1     |
|                                 | Pàtria (Isamaa)                           | 50.114  | 8,21   | 8 / 101  | 4     |
|                                 | Partit de l'Esquerra Unida Estònia (EÜVP) | 14.607  | 2,39   | 0 / 101  | =     |
|                                 | Partit de la Dreta (P)                    | 14.035  | 2,30   | 0 / 101  | Nou   |
|                                 | Partit Verd Estonià (EER)                 | 5.889   | 0,96   | 0 / 101  | =     |
|                                 | Independents                              | 5.887   | 0,96   | 0 / 101  | =     |
|                                 |                                           |         |        |          |       |
| Vots vàlids                     | Vots vàlids                               | 610 299 | 99,43  | –        | –     |
| Vots nuls/en blanc              | Vots nuls/en blanc                        | 3.502   | 0,57   | –        | –     |
| Total                           | Total                                     | 613.812 | 100,00 | 101      | 0     |
| Votants registrats/Participació | Votants registrats/Participació           | 966.129 | 63,53  | -0,14    | -0,14 |
| Font: Comitè Nacional Electoral |                                           |         |        |          |       |